# Lycogrammoides schmidti
Lycogrammoides schmidti, es una especie de pez actinopeterigio marino, la única del género monotípico Lycogrammoides de la familia de los zoárcidos.

## Morfología
Con la forma alargada típica de la familia, se ha descrito una captura con una longitud de 42 cm, aunque parece ser que la longitud máxima normal es de 34,7 cm.

## Distribución y hábitat
Se distribuye por aguas del noroeste del océano Pacífico, en la plataforma del mar de Ojotsk (Rusia). Son peces marinos de comportamiento demersal, que habitan a una profundidad entre 30 m y 1440 m.